# Драгомир Станојевић
Драгомир Станојевић (Лозовик, 30. јул 1941 – Београд, 24. мај 2017), познатији као „Бата Камени”, био је најпознатији српски каскадер који се појавио у више од 500 филмова и ТВ серија.

## Биографија
Основну школу и ауто-механичарски занат завршио је у Београду. Током каскадерске каријере живот му је често био изложен ризику.
За Драгомира Станојевића мало је рећи да је само каскадер, јер се појавио у више од 500 остварења и у многима је имао запажене епизодне улоге. Домаћа публика га памти, пре свега, по чувеној сцени из Балкан експреса када шамара кафанског певача кога је играо Тома Здравковић након што је одбио да пева песму Лили Марлен.
Прекретница у животу Бате Каменог дошла је са конкурсом за каскадере за филм Дуги бродови, након чега је уследило снимање других филмова, једног за другим.
Бата Камени је био број један у каскади са аутомобилима.
У каријери дугој више од четири деценије имао је прилике да се сусретне с најпознатијим домаћим и светским уметницима. Радио је са Џоном Хјустоном, Клинтом Иствудом, Лијем Марвином, Анџеликом Хјустон, Ричардом Бартоном, Савином Гершак, Ентонијем Едвардс, Кирком Дагласом и са многим другим.
Бата Камени је у току снимања имао више од 450 прелома, а у току снимања серије Отписани „погинуо” неколико стотина пута. На снимању филма Чувари замка, у коме су главне улоге имали Берт Ланкастер и Тони Савалас, Бата Камени је сломио кључну кост. Простор на коме је требало да се сними каскада, претходно је у стопу прегледан и показало се да је све било чисто. „Такву сам несрећу имао да паднем на једини пањ који је једва вирио из земље. Иако су ми ставили гипс, наставио сам да радим. Без обзира на гипс, и даље сам изводио падове.”
Био је ожењен Весном и имају синове Марка и Уроша.
У књизи за децу „Бајке успаванке”, Бата Камени је један од јунака.
Добитник је бројних награда, укључујући награду за животно дело додељена на филмском фестивалу у Нишу, плакете за изузетан допринос југословенском филму добијену од Југословенске кинотеке и многе друге.

## Улоге
| Год.       | Назив                                                 | Улога                               |
| ---------- | ----------------------------------------------------- | ----------------------------------- |
| 1960.-те   |                                                       |                                     |
| 1964.      | Дуги бродови                                          | Каскадер                            |
| 1964.      | Марш на Дрину                                         |                                     |
| 1964.      | Олд Шетерхенд                                         |                                     |
| 1965.      |                                                       |                                     |
| 1965.      | Џингис-кан                                            |                                     |
| 1965.      |                                                       |                                     |
| 1966.      | Орлови рано лете                                      | Каскадер                            |
| 1966.      | Повратак                                              |                                     |
| 1967.      |                                                       |                                     |
| 1968.      | Операција Београд                                     |                                     |
| 1968.      |                                                       | Каскадер                            |
| 1968.      | Топчидерска река (ТВ)                                 |                                     |
| 1968.      | Пре истине                                            |                                     |
| 1969.      | Република у пламену                                   |                                     |
| 1969.      | Крос контри                                           |                                     |
| 1969.      | Мост                                                  |                                     |
| 1969.      | Битка на Неретви                                      |                                     |
| 1969.      | Убиство на свиреп и подмукао начин и из ниских побуда | Коцкар                              |
| 1970.-те   |                                                       |                                     |
| 1970.      | Бициклисти                                            |                                     |
| 1970.      | Келијеви јунаци                                       |                                     |
| 1970.      | Бурдуш                                                |                                     |
| 1971.      |                                                       |                                     |
| 1971.      | Куда иду дивље свиње                                  |                                     |
| 1972.      | Девојка са Космаја (кратки филм)                      |                                     |
| 1972.      | Пуковниковица                                         | Аустроугарски војник                |
| 1972.      | И Бог створи кафанску певачицу                        |                                     |
| 1973.      | Сутјеска                                              | Каскадер                            |
| 1973.      |                                                       |                                     |
| 1973.      | Мирко и Славко                                        |                                     |
| 1974.      | Отписани                                              | Каскадер                            |
| 1974.      | Дервиш и смрт                                         |                                     |
| 1972—1974. | Образ уз образ                                        |                                     |
| 1974.      | Ужичка Република                                      |                                     |
| 1974.      | Партизани                                             |                                     |
| 1974.      | Отписани (серија)                                     | Каскадер                            |
| 1975.      | Павле Павловић                                        | Картарос                            |
| 1976.      |                                                       |                                     |
| 1976.      |                                                       |                                     |
| 1976.      | Салаш у Малом Риту (ТВ серија)                        |                                     |
| 1976.      | Грлом у јагоде                                        |                                     |
| 1974—1976. |                                                       |                                     |
| 1976.      | Повратак отписаних                                    | Каскадер                            |
| 1977.      | Гвоздени крст                                         |                                     |
| 1977.      | Хајка                                                 | Каскадер                            |
| 1978.      | Стићи пре свитања                                     |                                     |
| 1978.      | Бошко Буха                                            |                                     |
| 1979.      | Партизанска ескадрила                                 |                                     |
| 1980.-те   |                                                       |                                     |
| 1980.      | Снови, живот, смрт Филипа Филиповића                  | Жандар на коњу                      |
| 1980.      |                                                       |                                     |
| 1980.      | Берлин Александерплац                                 |                                     |
| 1980.      | Позоришна веза                                        | Роки                                |
| 1981.      | Црвени коњ                                            |                                     |
| 1981.      | Трофеј                                                |                                     |
| 1981.      | Газија                                                | Каскадер                            |
| 1981.      | Сок од шљива                                          | Младожења                           |
| 1981.      | Лов у мутном                                          |                                     |
| 1981.      |                                                       |                                     |
| 1982.      | 13. јул                                               |                                     |
| 1982.      | Мирис дуња                                            |                                     |
| 1982.      | Маратонци трче почасни круг                           |                                     |
| 1982.      | Смрт господина Голуже                                 |                                     |
| 1982.      | Непокорени град                                       |                                     |
| 1982.      | Прогон                                                | Немачки војник дивизије Принц Еуген |
| 1982.      | Илинден (ТВ серија)                                   |                                     |
| 1982.      | Тесна кожа                                            |                                     |
| 1983.      | Нешто између                                          |                                     |
| 1983.      | Игмански марш                                         | Партизан Црногорац са брковима      |
| 1983.      | Још овај пут                                          | Робијаш хомосексуалац               |
| 1983.      | Карађорђева смрт                                      |                                     |
| 1983.      | Балкан Експрес                                        | Немачки официр                      |
| 1983.      | (серија)                                              |                                     |
| 1983.      | Игмански марш                                         |                                     |
| 1983.      | Велики транспорт                                      |                                     |
| 1983.      | Шећерна водица                                        |                                     |
| 1984.      | Камионџије опет возе                                  | Силеџија                            |
| 1984.      | Чудо невиђено                                         | Брат Кондић II                      |
| 1984.      | Опасни траг                                           | Возач кола хитне помоћи             |
| 1984.      | Балкански шпијун                                      |                                     |
| 1984.      | Крај рата                                             | Кондуктер у возу                    |
| 1985.      | Давитељ против давитеља                               | Пљачкаш                             |
| 1985.      | Ћао инспекторе                                        |                                     |
| 1985.      |                                                       |                                     |
| 1985.      | Јагоде у грлу                                         |                                     |
| 1985.      | Шест дана јуна                                        |                                     |
| 1986.      | Лијепе жене пролазе кроз град                         | Инспектор                           |
| 1986.      | Добровољци                                            | Непријатељски војник                |
| 1986.      | Дивљи ветар                                           |                                     |
| 1986.      | Друга Жикина династија                                | Полицајац                           |
| 1986.      | Секула и његове жене                                  |                                     |
| 1986.      | Одлазак ратника, повратак маршала (серија)            |                                     |
| 1986.      |                                                       | Полицајац у цивилу                  |
| 1986.      | Сиви дом (серија)                                     |                                     |
| 1986.      | Протестни албум                                       |                                     |
| 1987.      | Луталица                                              | Инспектор                           |
| 1987.      |                                                       |                                     |
| 1987       | Увек спремне жене                                     | Силоватељ                           |
| 1987.      | Место сусрета Београд                                 |                                     |
| 1987.      | На путу за Катангу                                    |                                     |
| 1987.      | У име народа                                          |                                     |
| 1987.      | Октоберфест                                           |                                     |
| 1987.      |                                                       |                                     |
| 1987.      | Тесна кожа 2                                          | Бата                                |
| 1987.      | Хајде да се волимо                                    | Отмичар 2                           |
| 1987.      |                                                       | Први Мате                           |
| 1988.      | Лепота порока                                         |                                     |
| 1988.      | Заборављени                                           |                                     |
| 1988.      | Сулуде године                                         | Каскадер                            |
| 1987—1988. | Вук Караџић (серија)                                  |                                     |
| 1988.      | Тајна манастирске ракије                              |                                     |
| 1988.      | Тесна кожа 3                                          | Бата                                |
| 1988.      | Портрет Илије Певца                                   |                                     |
| 1988.      | Балкан експрес 2                                      | Немац                               |
| 1989.      | Бој на Косову                                         |                                     |
| 1989.      | Бољи живот                                            | Конобар                             |
| 1989.      | Доме, слатки доме (серија)                            |                                     |
| 1989.      | Сеобе                                                 |                                     |
| 1989.      | Балкан експрес 2 (серија)                             |                                     |
| 1990.-те   |                                                       |                                     |
| 1990.      | Колубарска битка                                      |                                     |
| 1990.      |                                                       |                                     |
| 1990.      | Свето место                                           |                                     |
| 1991.      | Брачна путовања                                       | Човек на свадби                     |
| 1991.      | Ноћ у кући моје мајке                                 | Штрајкач                            |
| 1991.      | Секула се опет жени                                   |                                     |
| 1991.      | Оригинал фалсификата                                  | Каскадер                            |
| 1991.      | У име закона                                          |                                     |
| 1991.      |                                                       |                                     |
| 1987—1991. | Бољи живот                                            |                                     |
| 1991.      | Тесна кожа 4                                          | Разјарени тип                       |
| 1992.      | Жикина женидба                                        |                                     |
| 1992.      | Граница                                               | Мајстор Мирослава                   |
| 1992.      | Црни бомбардер                                        |                                     |
| 1992.      | Ми нисмо анђели                                       | Брле                                |
| 1992.      | Булевар револуције                                    |                                     |
| 1993.      | Кажи зашто ме остави                                  | Власник кафане                      |
| 1993.      | Пун месец над Београдом                               |                                     |
| 1993.      | Боље од бекства                                       |                                     |
| 1995.      | Пакет аранжман (серија)                               |                                     |
| 1995.      | Крај династије Обреновић (серија)                     | Каскадер                            |
| 1995.      | Тамна је ноћ                                          | Батинаш Српске државне страже       |
| 1995.      | Трећа срећа                                           | Човек на аутобуској станици         |
| 1994—1996. | Срећни људи                                           | Бата / Силеџија / Инспектор / ...   |
| 1996.      | Срећни људи: Новогодишњи специјал                     |                                     |
| 1996—1997. | Горе доле (серија)                                    |                                     |
| 1997.      | Три летња дана                                        | Каскадер / Дилер нафте              |
| 1998.      | Џандрљиви муж                                         |                                     |
| 1998.      | Лајање на звезде                                      |                                     |
| 2000.-те   |                                                       |                                     |
| 2000.      | Тајна породичног блага                                |                                     |
| 2001.      | Нормални људи                                         | Човек са пиштољем                   |
| 1998—2001. | Породично благо (серија)                              | Kaмионџија                          |
| 2012.      | Последњи каскадер                                     | Бата Камени                         |